# 崑劇傳習所
昆剧传习所，又稱昆曲傳習所，是1921年至1927年存在於蘇州的一個昆曲教習組織。
创办开始由贝晋眉、徐镜清、张紫东负责。不久，穆藕初加入，出巨赀，并有吴梅、汪鼎丞等人赞助，拟定办所方案。所长为孙咏雩。聘请的主要教师有沈月泉（小生）、沈斌泉（净、副、丑）、吴义生（外、末、老旦）、许彩金（旦）、尤彩云（旦），都是“全福班”后期艺人。傳習所的學生即“傳字輩”如顾传玠、朱传茗、施传镇、周傳瑛等後來都成為昆曲名家。

## 歷史

### 背景
民國初年，苏州昆劇發展極為衰落，四个大班僅余全福班。1923年秋，全福班在苏州长春巷演完了最后一场，之後不久，全福班也解散了。正净程西亭在苏州老郎庙上吊自殺，而名旦徐金虎則病死在上海弄堂的一個垃圾箱旁邊。

### 昆劇傳習所
民国十年（1921年）八月，苏州的禊集、道和曲社的张紫东、贝晋眉、徐镜清決定建立一個教授昆曲的機構。他們幾人與汪鼎丞、吴瞿安、李式安、潘振霄、吴粹伦、徐印若、叶柳村、陈冠三、孙咏雩等共12人組成了一個董事會，籌集了一千元银元开班。其匾額最初是由道和曲社社长汪鼎丞所題，為“昆曲传习所”。所長最初定為张玉笙，1922年春愛好昆曲的企業家穆藕初接手後，所長改為孫詠雩，而匾額也改成俞粟庐题的“昆剧传习所”。教師則由四位全福班的名伶擔任。
1922年2月10日晚至12日晚，穆藕初又以“昆剧保存社”之名在上海夏令配克戏院舉辦江浙名人昆曲会，收入達八千多元，均用作昆剧传习所的辦學经费。此外，他還一人承擔了傳習所每月约六百元的全部开支。
1924年5月23日至25日，傳習所首次以“昆剧传习所”的名义演出，地點是上海笑舞台。昆曲傳習所共演出了四十八折传统折子戏，此外每场還有俞振飞、项馨吾、殷震贤等名家加串。這次演出十分成功，每場門票均售罄，由此打開了傳習所的名聲。
1925年春起，傳習所学员又先后在杭州第一台、苏州青年会演出。1926年2月16日至28日因學員實習期滿，傳習所在上海徐园公演。
1923年開始，穆藕初的纱厂就已經出現經濟問題，但仍然勉力支持傳習所，直到1927年無力支撐其開銷。1927年10月下旬，他将所务移交给上海的企業家严惠宇和陶希泉，二人投入两万四千元，一个多月後將傳習所改為新乐府。
原來傳習所的名角顾传玠在加入新乐府不久後離開，而新乐府從此衰落，後來改名為仙霓社，繼續在上海演出。1936年仙霓社隨著施传镇的逝世和社會的動亂陷入低谷，1944年4月正式解散。而“传字輩”則星散各處。

## 組織
傳習所位於该苏州桃花坞西大营门五亩园。有四大“桌台”，由四位苏州全福班的名伶職教。教小生的沈月泉，因兼善其他領域，所以被稱為“大先生”。教副、丑、净的沈斌泉為“二先生”。此外還有教外、末、老生、老旦的吴义生、教旦行的许彩金。半年之後尤彩云接替了许彩金的職務。此外，傳習所內還有笛师高步云、拳师邢福海、國文教师周铸九（後來由傅子衡接替）。
傳習所最初計劃招收三十名男性學員，穆藕初改為五十名。他們的年齡在九岁至十四岁之間，多是蘇州梨園子弟和窮人家的孩子。傳習所有半年的試學，被認可的學生才能“关书”入門正式學習。學期五年，三年學習，兩年實習（幫唱），後來改為六年。第一期學員共十九人，後來周根荣等又相繼入學。
傳習所主張文明办学，不得打骂学生。學習昆曲時最初不分行当，而是群唱“同场戏”，如《上寿》和《赐福》等。經過數十遍甚至上百遍的拍曲之後，才會用《三挡》、《养子》、《胖姑》等“踏戏”。第二年確定學生的行当，先教做功和身段不多的“摆戏”，之後才學習唱做皆重的本工戏。
除去昆曲之外，學生還需學習國文，国文课有初级和高级兩個班，主講《古文观止》、四声和音韵。此外，每个學生還要學笛子及另外一種樂器，以增强其乐感和识谱能力。

### 傳字輩
1924年首演時，穆藕初请他的朋友王慕喆（一作王慕诘）為傳習所的學生題下艺名。傳習所先後招收了約七十名學生，但經過淘汰，最後取得“传”字艺名的只有四十四名。其艺名的最后一字部首為其行当，其中“玉”字旁代表小生，這包括八人。“艹”代表旦，包括十二人。“金”代表净、老生、外、副末行，包括十五人。“氵”代表副、丑行，包括九人。

## 外部連接
- 科班院校：苏州昆剧传习所 （页面存档备份，存于），梨園百年瑣記。